# Eino Kirjonen
Eino Einari Kirjonen, finski smučarski skakalec, * 25. februar 1933, Primorsk, Sovjetska zveza, † 21. avgust 1988, Kouvola, Finska.
Kirjonen je nastopil na dveh Zimskih olimpijskih igrah, v letih 1956 v Cortini d'Ampezzo, kjer je bil na veliki skakalnici sedmi, in 1960 v Squaw Valleyju, kjer je bil na veliki skakalnici sedemnajsti. Največji uspeh kariere je dosegel z osvojitvijo Novoletne turneje v sezoni 1961/62. V karieri je dosegel tri posamične zmage, v letih 1955, 1957 in 1961.